# Luka Janežič
Luka Janežič, född 14 november 1995, är en slovensk kortdistanslöpare.

## Karriär
Janežič tävlade för Slovenien vid olympiska sommarspelen 2016 i Rio de Janeiro. Han slog nationsrekord med tiden 45,07 i semifinalen på 400 meter, men blev trots det utslagen. Vid olympiska sommarspelen 2020 i Tokyo blev Janežič utslagen i semifinalen på 400 meter efter ett lopp på 45,36 sekunder.

## Personliga rekord
| Utomhus - 100 meter – 10,50 (Nova Gorica, 25 juli 2015) - 200 meter – 20,60 (Tel Aviv, 25 juni 2017) - 300 meter – 31,89 (Slovenska Bistrica, 27 maj 2017) 0NR0 - 400 meter – 44,84 (Monaco, 21 juli 2017) 0NR0 | Inomhus - 60 meter – 6,92 (Ljubljana, 8 februari 2014) - 200 meter – 21,54 (Wien, 24 januari 2015) - 400 meter – 46,02 (Wien, 27 januari 2018) 0NR0 - Längdhopp – 6,45 (Ljubljana, 15 januari 2011) |